# Tarte au citron meringuée

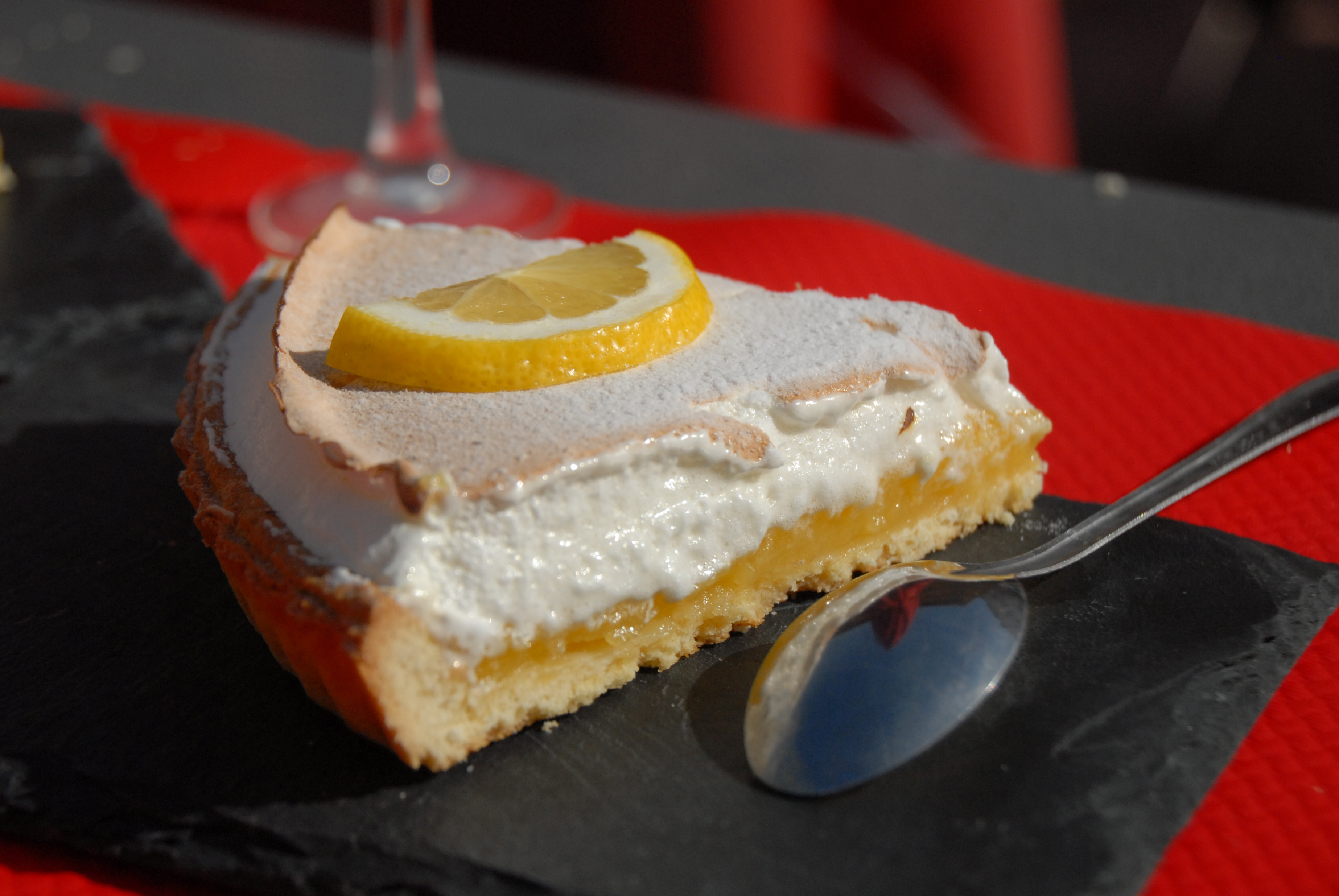
Une part de tarte au citron meringuée.

La tarte au citron meringuée est une tarte au citron complétée par une meringue italienne. C'est une tarte sucrée garnie de crème à base de citron réalisée à partir d'un mélange d'œufs, de sucre, de jus de citron et de zeste de citron.